# Nicolás Peñailillo
Nicolás Ignacio Peñailillo Acuña (Viña del Mar, Región de Valparaíso, Chile; 13 de junio de 1991) es un futbolista chileno. Juega como lateral por izquierda y su primer equipo fue Everton. Actualmente milita en Deportes Limache de la Primera División.

## Trayectoria
Se inició en las divisiones inferiores del equipo viñamarino y en el 2009 fue ascendido al primer equipo, cuando el club de sus amores disputaba la Copa Libertadores de ese año. Al año siguiente, empieza a participar en el primer equipo del elenco viñamarino, cuando éste aún no caía a la Primera B. 
Tras pésimas contrataciones y malos resultados, el técnico del club empieza a meter jugadores jóvenes al primer equipo. Uno de ellos fue precisamente Peñailillo, quien destacó por su juego por la banda izquierda, marcando goles y ganándose un puesto.

### Unión de Santa Fe
Club Atlético Unión fichó a Nicolás en febrero de 2021, con este fichaje sería su segunda experiencia internacional, luego de que en 2011 haya tenido un breve paso por el Zenit de San Petersburgo. Su primer partido con los Rojiblancos fue el día 1 de marzo de 2021 contra Club Atlético Lanús, el resultado final sería una victoria 3-2. Su primer gol con Unión de Santa Fe sería el día 11 de abril de 2021 contra Boca Juniors, marcaría el 1-0 y sería el único gol del encuentro por la Copa de la Liga.

## Selección nacional

### Participaciones en Sudamericanos
| Sudamericano                | Sede | Resultado    |
| --------------------------- | ---- | ------------ |
| Sudamericano Sub-20 de 2011 | Perú | Quinto lugar |

## Estadísticas
- Actualizado al 11 de agosto de 2025.

### Clubes
| Club                     | Div.                | Temporada           | Liga  | Liga  | Copa nacional | Copa nacional | Copa internacional | Copa internacional | Total | Total |
| Club                     | Div.                | Temporada           | Part. | Goles | Part.         | Goles         | Part.              | Goles              | Part. | Goles |
| ------------------------ | ------------------- | ------------------- | ----- | ----- | ------------- | ------------- | ------------------ | ------------------ | ----- | ----- |
| Everton · Chile          | 1.ª                 | 2010                | 25    | 1     | —             | —             | —                  | —                  | 25    | 1     |
| Everton · Chile          | 2.ª                 | 2011                | 19    | 1     | —             | —             | —                  | —                  | 19    | 1     |
| Everton · Chile          | 2.ª                 | 2012                | 25    | 5     | —             | —             | —                  | —                  | 25    | 5     |
| Everton · Chile          | 1.ª                 | 2013                | 4     | 1     | —             | —             | —                  | —                  | 4     | 1     |
| Everton · Chile          | 1.ª                 | 2013/14             | 25    | 1     | 5             | 0             | —                  | —                  | 30    | 1     |
| Everton · Chile          | 2.ª                 | 2014/15             | 34    | 4     | 6             | 2             | —                  | —                  | 40    | 6     |
| Everton · Chile          | 2.ª                 | 2015/16             | 11    | 2     | 6             | 1             | —                  | —                  | 17    | 3     |
| Everton · Chile          | 1.ª                 | 2016/17             | 8     | 0     | 4             | 1             | —                  | —                  | 12    | 1     |
| Everton · Chile          | Total               | Total               | 151   | 15    | 21            | 4             | 0                  | 0                  | 172   | 19    |
| Zenit · Rusia            | 1.ª                 | 2010/11             | 0     | 0     | —             | —             | —                  | —                  | 0     | 0     |
| Zenit · Rusia            | Total               | Total               | 0     | 0     | 0             | 0             | 0                  | 0                  | 0     | 0     |
| Deportes Iquique · Chile | 1.ª                 | 2017                | 4     | 0     | —             | —             | —                  | —                  | 4     | 0     |
| Deportes Iquique · Chile | 1.ª                 | 2018                | 26    | 1     | 2             | 0             | —                  | —                  | 28    | 1     |
| Deportes Iquique · Chile | Total               | Total               | 30    | 1     | 2             | 0             | 0                  | 0                  | 32    | 1     |
| Antofagasta · Chile      | 1.ª                 | 2019                | 22    | 2     | 2             | 0             | 2                  | 0                  | 26    | 2     |
| Antofagasta · Chile      | 1.ª                 | 2020                | 25    | 1     | —             | —             | —                  | —                  | 25    | 1     |
| Antofagasta · Chile      | 1.ª                 | 2022                | 10    | 0     | 3             | 0             | —                  | —                  | 13    | 0     |
| Antofagasta · Chile      | Total               | Total               | 57    | 3     | 5             | 0             | 2                  | 0                  | 64    | 3     |
| Unión Argentina          | 1.ª                 | 2021                | 9     | 0     | 11            | 1             | —                  | —                  | 20    | 1     |
| Unión Argentina          | 1.ª                 | 2022                | —     | —     | 1             | 0             | 1                  | 0                  | 2     | 0     |
| Unión Argentina          | Total               | Total               | 9     | 0     | 12            | 1             | 1                  | 0                  | 22    | 1     |
| Unión La Calera · Chile  | 1.ª                 | 2023                | 11    | 0     | 1             | 0             | —                  | —                  | 12    | 0     |
| Unión La Calera · Chile  | Total               | Total               | 11    | 0     | 1             | 0             | 0                  | 0                  | 12    | 0     |
| Unión Española · Chile   | 1.ª                 | 2024                | 12    | 0     | 5             | 1             | —                  | —                  | 17    | 1     |
| Unión Española · Chile   | Total               | Total               | 12    | 0     | 5             | 1             | 0                  | 0                  | 17    | 1     |
| Deportes Limache · Chile | 1.ª                 | 2025                | 15    | 0     | 6             | 1             | —                  | —                  | 21    | 1     |
| Deportes Limache · Chile | Total               | Total               | 15    | 0     | 6             | 1             | 0                  | 0                  | 21    | 1     |
| Total en su carrera      | Total en su carrera | Total en su carrera | 285   | 19    | 52            | 7             | 3                  | 0                  | 340   | 26    |

### Selección
| Selección                        | Año                 | Amistosos | Amistosos | Sudamérica(1) | Sudamérica(1) | Mundial | Mundial | Total | Total |
| Selección                        | Año                 | Part.     | Goles     | Part.         | Goles         | Part.   | Goles   | Part. | Goles |
| -------------------------------- | ------------------- | --------- | --------- | ------------- | ------------- | ------- | ------- | ----- | ----- |
| Sub-20 · Chile                   | 2011                | —         | —         | 4             | 0             | —       | —       | 4     | 0     |
| Sub-20 · Chile                   | Total               | 0         | 0         | 4             | 0             | 0       | 0       | 4     | 0     |
| Total en su carrera              | Total en su carrera | 0         | 0         | 4             | 0             | 0       | 0       | 4     | 0     |
| (1) Incluye Sudamericano Sub-20. |                     |           |           |               |               |         |         |       |       |

## Palmarés
| Título             | Club    | País  | Año  |
| ------------------ | ------- | ----- | ---- |
| Primera B de Chile | Everton | Chile | 2012 |
| Primera B de Chile | Everton | Chile | 2016 |